# مارسل وله
مارسل وله (فرانسوی: Marcel Vallée‎) بازیگر اهل فرانسه بود. او همکاری نزدیکی با مکس لیندر داشت.
از فیلم‌ها یا برنامه‌های تلویزیونی که وی در آن نقش داشته است، می‌توان به آقای ونسان اشاره کرد.